# Hippotion austrinum
Hippotion austrinum är en fjärilsart som beskrevs av Jordan 1930. Hippotion austrinum ingår i släktet Hippotion och familjen svärmare. Inga underarter finns listade i Catalogue of Life.